# Otto Frankild
Otto Herman Frankild (født 15. februar 1918 i Kongens Lyngby) er en dansk modernistisk arkitekt.
Hans forældre var brolæggermester og entreprenør Otto Herman Frankild og Carla Alfrida Pedersen, blev murersvend 1938, tog afgang fra Teknisk Skole 1938 og blev arkitekt med afgang fra Kunstakademiets Arkitektskole i 1942. Allerede fra 1939 havde han egen tegnestue, og i 1940'erne og 1950'erne vandt han næsten alle de konkurrencer, som han deltog i. 1942 modtog han et legat fra Glashandler Johan Franz Ronges Fond. Han fik mange forskellige opgaver rundt omkring i landet, men sine væsentligste aftryk har han sat på København. Han vandt en konkurrence om bebyggelsen af det gamle banegårdsterræn mellem Vester Farimagsgade og Sankt Jørgens Sø og tegnede selv mange af bygningerne i det nye kvarter. Mest kendt er det elegante Hotel Imperial, som også blev hans sidste opgave. På grund af uenighed med bygherren forlod han projektet lidt før færdiggørelsen (april 1960, indviet 1961) og slog sig ned på Mallorca, hvor han siden har ført en tilbagetrukket tilværelse og har arbejdet lidt som tegner og maler. 
Han blev gift 1944 med klinikassistent Solvejg Maren Hansigne Mortensen (født 19. maj 1926), datter af Niels Adolf Mortensen og Karla Kristine Jensen. 

## Værker
- Aalborghallen, Aalborg (1949, 1. præmie 1945, sammen med Preben Hansen og Arne Kjær)
- Arbejderhøjskolen, Esbjerg (1948, 1. præmie 1947)
- Boligbebyggelsen Munkerishave, Munkerisvej 13-53, Odense (1953, 1. præmie 1947)
- Sønderlandsskolen, Sønder Allé 25, Holstebro (1952-53, 1. og 3. præmie 1948)
- Rugkobbelskolen, Tøndergade 92, Aabenraa (1956-60, 1. præmie 1949)
- Sct. Jørgens Hus, hovedsæde for Aage V. Jensen, Kampmannsgade 1 (1957)
- Hotel Imperial med Imperial-biografen, Gammel Kongevej, København (1958-61, sammen med Svend Aage Hansen og Jørgen Høj, færdiggjort af Jørgen Buschardt)
- Merkur Teatret, Nyropsgade 41, København (1960)
- Thisted Bank, Storegade/Jernbanegade, Thisted (1960, sammen med Helge Morthensen)

### Konkurrencer
- Bebyggelsesplan for Løgstrup Toft, Viborg (1. præmie 1943)
- Bebyggelsesplan for Bellahøj (2. præmie 1944, sammen med Peer Abben)
- Næstved Idrætspark (2. præmie 1946)
- Handels- og Kontoristforbundets bygning, Nyropsgade, København (1. præmie 1948)
- Skoler i Esbjerg (2. præmie 1950)
- Christian X's Hus i København (1. og 3. præmie 1950)
- Kulturcenter i Gladsaxe (2. præmie 1952)